# Kento fukaya
kento fukaya（けんと ふかや、1989年9月10日 - ）は、吉本興業（東京本社）所属のお笑いタレント、ピン芸人。愛知県大府市大東町出身。NSC大阪校33期出身。本名は深谷 健人（ふかや けんと）。

## 略歴
- 大府市立大府小学校、大府市立大府中学校、愛知県立大府高等学校[1]、京都造形芸術大学芸術学部映画学科俳優コース卒[2]。
- 高校時代すでに芸人になろうと決めていたが、大学を出てほしいという母の希望でお笑いに一番近い演劇を学べる学科へ進学。
- 大学在学中は多数の学生映画に出演し、ヤクザや漫才師を目指す青年、中ボスなど一風変わった役を演じていた。
- 2012年公開の映画『カミハテ商店』にて軽度の知的障害を持つ青年、奥田智役で俳優デビュー。この映画で高橋恵子や寺島進、あがた森魚、松尾貴史等と共演。監督は在籍していた京都造形芸術大学の講師である山本起也。同映画がチェコで開催されたカルロヴィ・ヴァリ国際映画祭のメインコンペティションに選出され[3]、山本、高橋と共にレッドカーペットを歩いた。
- NSC卒業後はコンビ『パンダンス』を組み活動していたが、2012年9月に解散[4]。その後ピンでの活動を経て、4期先輩のたわた（現在は本名の「多和田上人」として吉本新喜劇に所属）と2016年7月にコンビ『あまえんB』を結成するも[5]、2017年7月に解散[6]。以降はピン芸人として活動。
- 2017年11月22日、「大阪市24区住みます芸人」として大阪市中央区の住みます芸人に任命[7]。
- あまえんB時代には、『せやねん!』（毎日放送）の「ソラシダナンダ二府四県」というコーナーで紀州備長炭職人に弟子入りし、和歌山県田辺市に移住していた[8]。当時相方のたわたは2016年11月から移住生活をしていたが、kentoは2017年3月から移住を開始。同年5月20日に田辺市であまえんB単独ライブを開催し、移住生活を卒業した。
- M-1グランプリには、複数のコンビやトリオで参加している。
  - 即席トリオとして同期の清友（元ニゲルベ）やZAZYと共に「ペガサス」を結成。のちに清友とのコンビ「セイレーン」を結成し、2015・2017年には3回戦まで進出[9]。コンビ名を改め「きよけん」としても2019年では3回戦進出した[10]。
  - 今井らいぱちとのコンビ「らいken」としても出場しており、2021・2022年には3回戦まで進出[11]したほか、前述のコンビにらぶおじさんを加えたトリオ「らぶらいken」としても出場し、2023年に準々決勝、2024年に3回戦に進出している[12]。
- R-1グランプリ2021にて初めて決勝へ進出し、6位で終えた。
  - ラストイヤー（当時）となるR-1グランプリ2022では、2年連続で決勝へ進出し、トップバッターで7位で終えた。
  - 芸歴制限が撤廃され、再度出場可能となったR-1グランプリ2024で3度目の決勝進出。結果は8位だった[13]。
- 2021年11月、出身地である愛知県大府市の広報大使に就任[14]。
- 2024年3月をもってよしもと漫才劇場を卒業し、同年4月より活動拠点を東京に移した[15][16]。ヨシモト∞ホール所属[16]。

## 人物
- 女優の黒木華は大学時代の友人で、大学時代の劇で黒木の相手役を務めたことがある。
- 野球・テニスの経験有。高校時代はバレーボール部に所属していた。バレーボール部としての最後の大会では自身が1点を入れたことにチームが盛り上がりすぎたため、レッドカードにされ退場となった。
- 歌が得意ではなく、先輩の中村フー（ヘンダーソン）が主催するユニットライブ「Berry Better!!〜音感、リズム感のない男たち〜」に参加しており、配信限定曲「Very Berry Better!!～音感、リズム感のない男達～」をリリース。ユニット内でkentoはピンク担当である。
- 体毛が濃い。高校時代、コンプレックスであった腕毛とスネ毛を金髪に染めたことで影で後輩に「クジャク」とあだ名をつけられていた。
- 前田龍二（シモリュウ）やテコンドー近藤（センリーズ）、ねんど（チェリー大作戦）らと共にルームシェアをしていたが、2024年春にkentoと前田が東京進出に伴いルームシェアを解消。
- 似てるけどさえない顔になる、芸人たちの「さえない似顔絵」を描き、ライブやSNSで披露している。
- 2020年8月4日『ウチのガヤがすみません!真夏の2時間スペシャル』（日本テレビ）にてSHOWROOM代表の前田裕二にアート作品「観月ありさ×世界の偉人」を132万で落札された（番組最高落札額）。
- 2020年10月2 - 4日に「さえない似顔絵個展」を開催し、550人以上が鑑賞した。
- 『ちちんぷいぷい』（毎日放送）にて、初代リンゴスターに選ばれた。

## 芸風
- ネタは主にフリップ芸で、シュールな芸風。フリップは全て自身で制作している。2023年よりデジタルネタに移行している。
- ネタの最初の「わーお!」と、最後の「see you」はお決まりのセリフ。他にも自身を「ちびっこベートーヴェン」「今里のひまわり」と紹介したり、自己紹介後の観客からの拍手に「幸せな音～」と言うことがある。
- 「なんでだよ!」や「game over」「治～安悪いね!」もよく言うセリフ。

## 出演

### テレビ
- せやねん!（毎日放送、2017年3月 - 5月27日）- ソラシラナンダ二府四県 若手芸人移住計画第1弾 和歌山・田辺市編
- えぇ街でおま!（J:COM、2017年 - ）
- ウチのガヤがすみません!（日本テレビ、2020年5月19日）- 新ガヤ芸人発掘SP
- きよしが深掘り! NEW LIFEクリエイターズ（ABCテレビ、2020年）
- 行列のできる法律相談所（日本テレビ、2020年9月27日）
- ちちんぷいぷい（毎日放送、2020年11月2日）
- 今ちゃんの「実は… 」（ABCテレビ、2021年4月）
- 2時45分からはスローでイージーなルーティーンで（関西テレビ、2021年4月16日）
- 妄想バラエティキャラボーン（毎日放送、2021年6月・7月）
- ミキBASE（毎日放送、2021年8月・9月）

### 映画
- MADE IN JAPAN 〜こらッ!〜（2010年10月） - Mの犬 役
- カミハテ商店（2012年11月） - 奥田智 役
- のさりの島（2021年5月29日） - 近藤 役[17]

### ラジオ
- kento fukayaのパニポニパパニプス　(エフエム大阪、2024年1月6日 - )

## 賞レース成績

### R-1グランプリ
| 年     | 結果                           | 会場                           | 日程                           | 備考                           |
| ------ | ------------------------------ | ------------------------------ | ------------------------------ | ------------------------------ |
| 2014年 | 3回戦進出                      | 【大阪】5upよしもと            | 2014年2月11日                  |                                |
| 2015年 | 2回戦進出                      | 【大阪】HEP HALL               | 2015年1月14日                  |                                |
| 2016年 | 3回戦進出                      | 【大阪】よしもと漫才劇場       | 2016年2月6日                   |                                |
| 2017年 | 3回戦進出                      | 【大阪】よしもと漫才劇場       | 2017年1月29日                  |                                |
| 2018年 | 3回戦進出                      | 【大阪】よしもと漫才劇場       | 2018年1月27日                  |                                |
| 2019年 | 準々決勝進出                   | 【大阪】なんばグランド花月     | 2019年2月5日                   |                                |
| 2020年 | 準決勝進出                     | 【大阪】なんばグランド花月     | 2020年2月18日                  |                                |
| 2021年 | 決勝5位                        | 【東京】フジテレビ             | 2021年3月7日                   |                                |
| 2022年 | 決勝7位                        | 【東京】フジテレビ             | 2022年3月6日                   |                                |
| 2023年 | （当時の芸歴制限により不参加） | （当時の芸歴制限により不参加） | （当時の芸歴制限により不参加） | （当時の芸歴制限により不参加） |
| 2024年 | 決勝8位                        | 【東京】フジテレビ             | 2024年3月9日                   |                                |
| 2025年 | 準決勝進出                     | 【大阪】NEW PIER HALL          | 2025年2月2日                   |                                |

### その他
- 歌ネタ王決定戦 2015・2016・2021年 - 準決勝進出
- ABCお笑いグランプリ 第37・38・40・42回 - 最終予選進出
- キタイ花んセカンド - 優勝
- 第128回キタイ花ん - 優勝
- kakeru翔GP 2018年8月 - 優勝
- グランドバトル 2020年2月 - 総合2位
- グランドバトル 2020年8月 - 総合4位
- キングオブコント2021 - 準々決勝進出（らいkenとして出場）
- 歌ネタ王決定戦2021 - 準決勝進出（らいkenとして）
- キングオブコント2023 - 準々決勝進出（らぶらいkenとして出場）
- M-1グランプリ2023 - 準々決勝進出[12]（らぶらいkenとして出場）
- キングオブコント2025 - 準々決勝進出（らいkenとして出場）

## 出囃子
「Hit the Road Jack」

## 単独ライブ
2014年
- 1月30日、3月20日、7月1日、8月25日、9月29日「kento fukayaの30分」（5upよしもと）
- 11月18日「kento fukayaのhappy American lce cream」（5upよしもと）

2015年
- 10月17日「kento fukayaのDelicious apple tea time♪」（よしもと漫才劇場）

2016年
- 7月9月「…shy」（よしもと漫才劇場）

2017年
- 12月23日「kento fukayaのfantasy big scooter」

2018年
- 2月24日「kento fukayaのsexy pinky announcer」（道頓堀ZAZA HOUSE）
- 4月26日「kento fukayaのvery very love dinosaur」（道頓堀ZAZA HOUSE）
- 8月3日「冴えない男の純情」(よしもと漫才劇場）
- 10月7日「kento fukayaのpretty police pumpkin pie」（道頓堀ZAZA POCKET'S）
- 12月2日「D.S.タイムリープくん」（よしもと漫才劇場）

2019年
- 4月9日「ちょっとそこまで蕎麦買いに」（道頓堀ZAZA HOUSE）‐ トークライブ
- 5月18日「合法的ぶっ飛びけんぴー」(よしもと漫才劇場)
- 7月29日「押入れが一杯になったから」（道頓堀ZAZA POCKET'S）‐ トークライブ

2020年
- 5月15日、6月13日、6月25日「kento fukayaのネタとトーク」（SILK HAT）‐ リモート単独
- 12月6日「ショートとライト」今井らいぱち合同単独ライブ

2021年
- 5月14日「kento fukaya'38」（よしもと漫才劇場）‐ 配信限定ライブ
- 7月30日「kento fukaya'39」（よしもと漫才劇場）
- 10月23日「kento fukaya'40」（よしもと漫才劇場）

2022年
- 8月26日「はじめましてT-京先輩！」（よしもと有楽町シアター）- 初の東京開催

2023年
- 7月23日「どらDIGITAL」（よしもと漫才劇場）
- 8月18日「どらBRUSH」（よしもと漫才劇場）
- 10月28日「どらZAURUS」（よしもと漫才劇場）
- 12月23日「どらPANIPUS」（よしもと漫才劇場）

2024年
- 3月28日「なんでだよ!」（よしもと漫才劇場）
- 7月7日「どらファンキー先輩」（ヨシモト∞ホール）- 東京進出後初の単独ライブ
- 9月21日「ゲリラ銀閣」（ヨシモト∞ホール）